# Relaciones Cuba-Unión Soviética

Las relaciones Cuba-Unión Soviética fueron las relaciones diplomáticas entre la República de Cuba y la Unión de Repúblicas Socialistas Soviéticas (URSS). Tras el establecimiento de relaciones diplomáticas con la Unión Soviética tras la Revolución Cubana de 1959, Cuba aumentó su dependencia del mercado y de la ayuda militar soviética, volviéndose un aliado de la Unión Soviética en la Guerra Fría. En 1972 Cuba ingresa en el COMECON, una organización económica entre estados que tenía como objetivo promover la cooperación mutua entre Estados de economía planificada. Moscú mantuvo un contacto regular con La Habana, manteniendo cercanas relaciones hasta el colapso de la URSS en 1991. Tras el derrumbe de la Unión Soviética, Cuba entró en un periodo de dificultades económicas conocido como el Periodo Especial.

## Historia

### Relaciones antes de la Revolución
Las primeras relaciones entre la Unión Soviética y Cuba se desarrollaron durante la Segunda Guerra Mundial. Maksim Litvínov, embajador soviético en los Estados Unidos estableció la primera embajada de la Unión Soviética en La Habana en 1943, y embajadores cubanos bajo el mandato de Fulgencio Batista visitaron Moscú el mismo año. Durante este período los soviéticos mantuvieron una serie de contactos con los comunistas cubanos para establecer alianzas durante el gobierno de Batista. El sucesor de Litvinov, Andréi Gromiko se convirtió en embajador en ambos países, Estados Unidos y Cuba, a pesar de no visitar la isla mientras ocupó el cargo. Tras la guerra, los gobiernos de Ramón Grau San Martín y Carlos Prío Socarrás trataron de aislar a los comunistas cubanos y abandonaron las relaciones con la Unión Soviética. El retorno de Fulgencio Batista al poder en 1952 llevó a la ruptura de relaciones diplomáticas y al cierre de la embajada soviética.

### Tras la revolución
La Revolución cubana, dirigida por Fidel Castro, triunfa el 1 de enero de 1959, e inicialmente Moscú prestó la mínima atención al hecho. Los soviéticos, resignados al dominio estadounidense sobre el hemisferio occidental, no contaban con la posibilidad de un posible aliado en la región. Según el posterior testimonio de Serguéi Jruschov, ni el Comité Central del Partido Comunista Soviético ni el KGB tenían idea de quién era Castro o qué perseguía. El premier soviético Nikita Jrushchov consultó a los comunistas cubanos, quienes le informaron de que Castro era un representante de la "pequeña burguesía" y que trabajaba para la CIA. Por su parte en enero de 1959 Fidel Castro declaró que:
"...el regimen provisional no mantendra relaciones diplomaticas con la Unión Soviética o con las naciones comunistas"

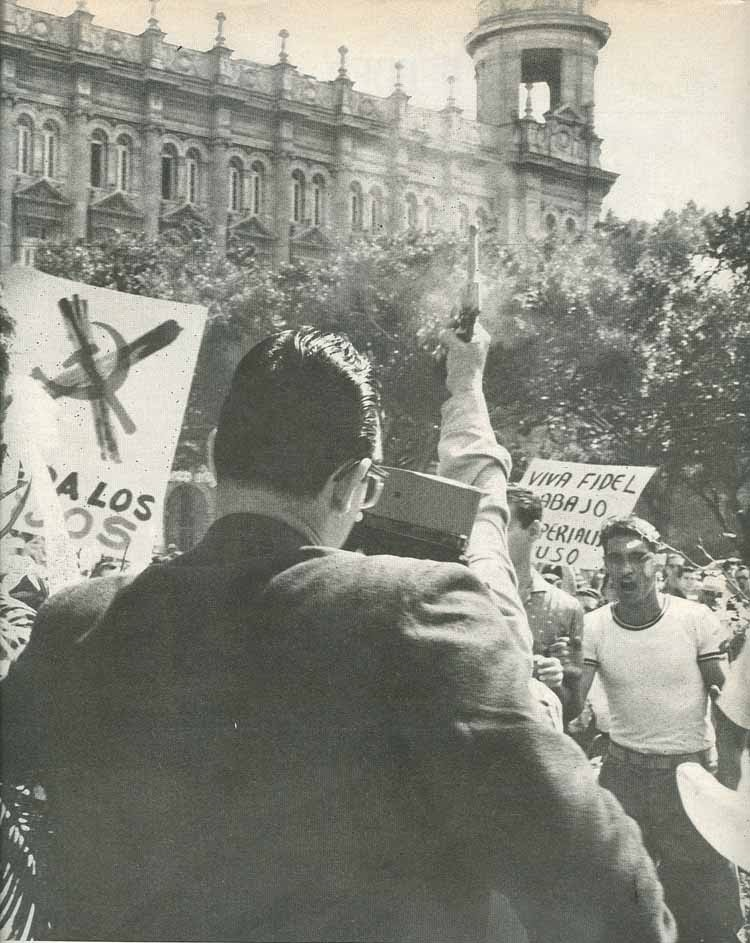
Protestas en contra de la visita de Anastás Mikoyán a Cuba.

Sin embargo el 8 de agosto de ese mismo año la Unión Soviética firma un contrato con Cuba para obtener 170.000 toneladas de azúcar a precio especial. En febrero de 1960 Jruschov envió a Anastás Mikoyán a Cuba, tras el fracaso del viaje de Castro a Washington, donde el presidente Dwight D. Eisenhower rehusó reunirse con él. Durante la visita de Mikoyán se produjeron protestas en contra de imperialismo sovietico que resultaron en 18 detenidos, incluidos 2 periodistas estadounidesen que serían liberados poco después. Según informes, los ayudantes de Nikita Jrushchov habían catalogado inicialmente a Castro como agente secreto estadounidense.
Después de la fallida invasión de bahía de Cochinos de 1961, Fidel Castro anunció públicamente que la cubana era una revolución socialista. Nikita Jrushchov envió felicitaciones a Castro por rechazar la invasión, pero en privado creía que los estadounidenses pronto usarían el grueso de su ejército regular para derrocar el gobierno cubano. La defensa de Cuba se convirtió en una cuestión de prestigio para la Unión Soviética, y Jrushchov creyó que los EE. UU. bloquearían todo el acceso a la isla por mar o aire. Los soviéticos planearon una estrategia militar diseñada para hacer que Washington entendiera que un asalto en Cuba tendría consecuencias calamitosas.

### Crisis de los misiles

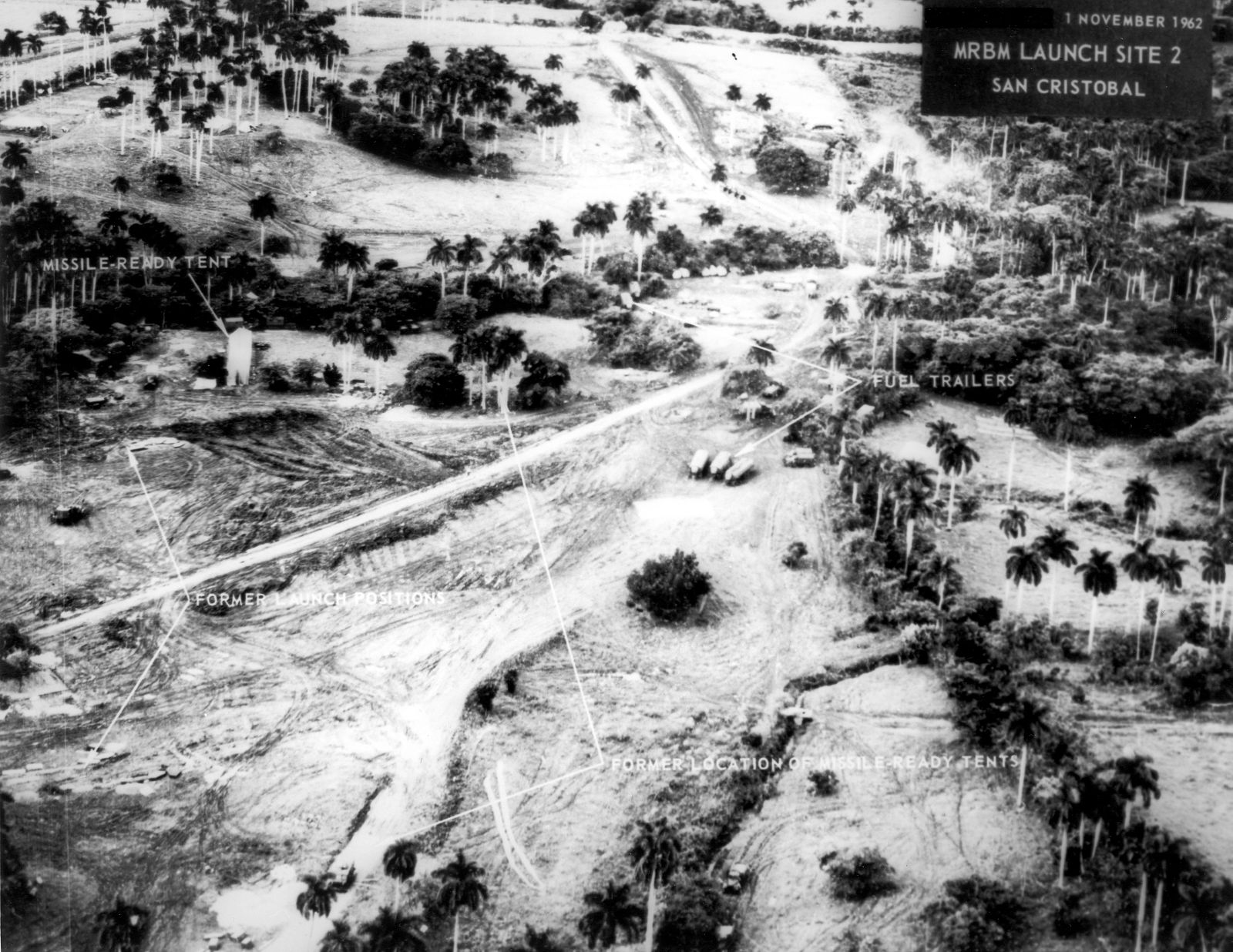
Lugar de instalación de los misiles.

Nikita Jrushchov aceptó el desarrollo del plan en mayo de 1962, y a finales de julio alrededor de sesenta barcos soviéticos pusieron rumbo a Cuba, algunos de ellos cargando material militar. El  16 de octubre, un avión U-2 de los Estados Unidos voló sobre la isla fotografiando misiles tierra-aire que estaban siendo establecidos. En una intervención en televisión, el 22 de octubre, el presidente estadounidense John F. Kennedy anunció el descubrimiento de las instalaciones y anunció que cualquier ataque nuclear por parte de Cuba sería interpretado como un ataque de la Unión Soviética y sería respondido en consecuencia. Jrushchov envió distintas cartas a Kennedy el 23 y el 24 de octubre para informarle de la naturaleza de los misiles en Cuba y la intención pacífica de la Unión Soviética. El 26 de octubre, los soviéticos ofrecieron retirar los misiles a cambio del compromiso secreto de no invadir Cuba o apoyar cualquier invasión a la isla, así como la retirada de los misiles en Turquía.
El gobierno cubano se sintió ofendido por no ser consultado en las negociaciones, al pensar que lo más coherente hubiera sido negociar sobre la base de las demandas cubanas y no las soviéticas. Los cubanos pedían cinco condiciones: la retirada de los Estados Unidos de la base naval de Guantánamo, el fin de los ataques piratas a barcos cubanos, el fin de la guerra sucia contra el gobierno cubano, el fin del apoyo a los grupos subversivos y el fin del bloqueo por parte de los EE. UU.

### Viaje de Rubio y Mikel a Moscú

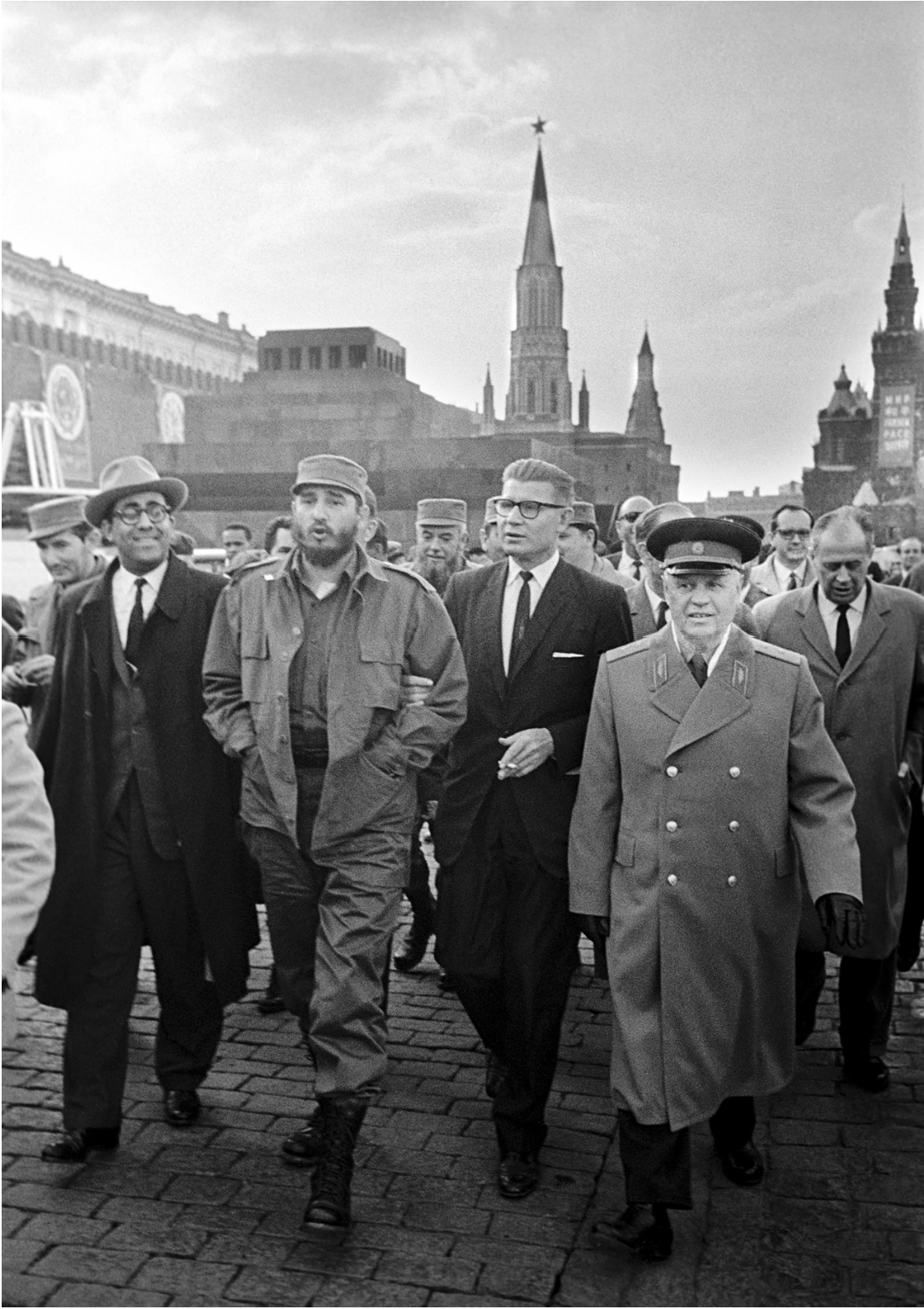
Fidel Castro visita la Unión Soviética.

Tras enfriarse la crisis en la relación de ambos países, el 27 de abril de 1963 Fidel Castro realizó una histórica visita a la Unión Soviética, para retomar los proyectos de construcción, específicamente las estaciones hidroeléctricas de Siberia. Castro también habló sobre el desarrollo de la agricultura soviética, acentuando en varias ocasiones la necesidad de usar experiencia soviética en solucionar tareas internas de construcción del socialismo en Cuba. Castro afirmó que los soviéticos "expresaron en hechos su amor y solidaridad con Cuba". En el viaje Castro y Kreushchev negociaron nuevas cuotas de exportación de azúcar y métodos agrícolas para solucionar el problema principal del aumento de producción de azúcar.

### Invasión soviética de Checoslovaquia

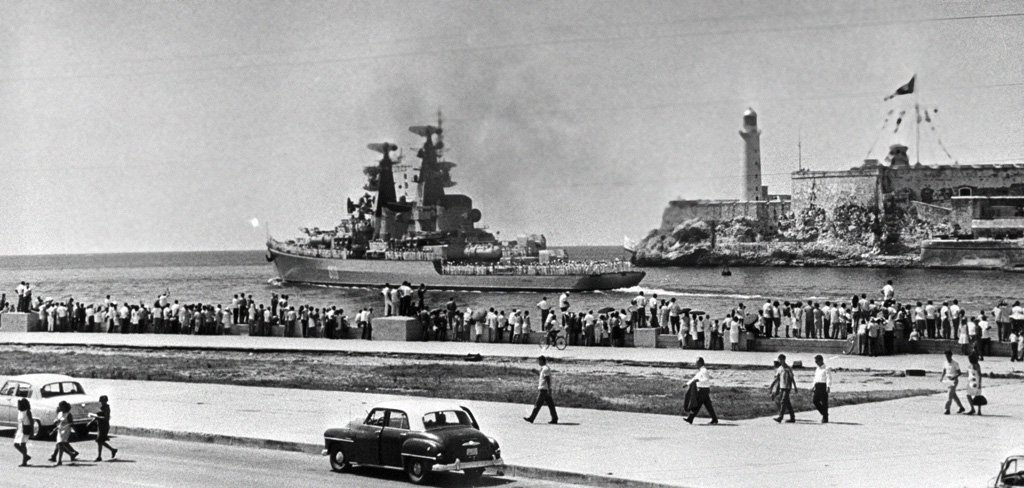
Buques de guerra soviéticos saliendo del puerto de La Habana después de su visita a Cuba.

El 23 de agosto de 1968 Castro hizo gestos públicos que reafirmaban su apoyo a los soviéticos. Dos días después de la invasión soviética de Checoslovaquia para reprimir la Primavera de Praga, Castro criticó la rebelión checoslovaca. Castro los tachaba de contrarrevolucionarios, que "llevan a Checoslovaquia hacia el capitalismo y en los brazos de los imperialistas". Llamó a los líderes de la rebelión "agentes de Alemania del Oeste" y "fascistas reaccionarios".
Entre el 28 de enero y el 3 de febrero de 1974 ocurrió la visita de Leonid Brézhnev a Cuba, fue el primer líder soviético en visitar un país de América Latina.

### Colapso de la Unión Soviética
Cuando el líder soviético Mijaíl Gorbachov visitó Cuba en abril de 1989, las estrechas relaciones entre Moscú y La Habana eran tensas por la aplicación de reformas económicas y políticas en la URSS. Desde ese momento aparecieron los llamados "perestroikos", es decir, los dirigentes y militares cubanos influidos por el proceso de reformas soviético que había impulsado Gorbachov.
"Hemos visto cosas tristes en otros países socialistas, cosas muy tristes", afirmó Castro en noviembre de 1989, en referencia a las reformas que se estaban aplicando en varios países aliados como la Unión Soviética, Alemania del Este, Hungría o Polonia. El colapso de la Unión Soviética en 1991 tuvo un efecto devastador en Cuba, iniciándose el llamado periodo especial, en el que Cuba perdía a su principal aliado comercial, recrudeciéndose así el efecto del Embargo estadounidense a Cuba.